# Île Bernier
Pour les articles homonymes, voir Bernier.
L'île Bernier (Bernier Island) est une île de l'océan Indien située en Australie-Occidentale, à une cinquantaine de kilomètres au large de Carnarvon, au nord de l'île Dorre, dans la baie des Requins (Shark Bay).
L'île a été découverte durant l'expédition vers les Terres australes, conduite par le Français Nicolas Baudin, et a été nommée en hommage à l'un des astronomes qui y prit part, Pierre-François Bernier, mort au large du Timor.
L'île préservée de l'arrivée de prédateurs européens sert de refuge à cinq espèces de marsupiaux en danger :
- Perameles bougainville bougainville, le Perameles bougainville ;
- Bettongia lesueur lesueur, le Bettongia lesueur ou Boodie ;
- Lagostrophus fasciatus fasciatus, le lièvre wallaby rayé ;
- Lagorchestes hirsutus bernieri, le Largorchestes hirsutus sesp ;
- Lagorchestes hirsutus dorreae.

L'accès de l'île n'est autorisé aux visiteurs que durant la journée.